# Nansenia tenuicauda
Nansenia tenuicauda är en fiskart som beskrevs av Kawaguchi och Butler, 1984. Nansenia tenuicauda ingår i släktet Nansenia och familjen Microstomatidae. Inga underarter finns listade i Catalogue of Life.